# 한국자산신탁
한국자산신탁은 부동산 신탁 전문의 주식회사이다. 주요 주주로는 (주)엠디엠이 28.39%, 문주현이 15.11%, (주)엠디엠플러스가 10.00%의 지분을 소유하고 있다. 본사는 서울특별시 강남구 역삼동 706-1 카이트타워에 위치하고 있으며, 대표번호는 82-2-2112-6300이며, 대표 FAX는 82-2-2112-6400이다. 자회사로는 카이트캐피탈(주)을 두고 있다.

## 연혁
- 2001년  3월 20일 회사 설립
- 2001년  3월 24일 신탁업 예비인가
- 2001년  4월  4일 신탁업 인가(금융감독위원회) 및 영업 개시
- 2001년  4월  9일 (주)코레트신탁 토지신탁사업(12건) 양수
- 2002년  6월 29일 (주)코레트신탁 토지신탁사업(1건) 양수
- 2002년  7월 12일 한국부동산신탁(주) 토지신탁사업(5건) 양수
- 2003년  4월  1일 토지신탁 업무인가(금융감독위원회)
- 2004년  3월 29일 상호변경[국민자산신탁(주)→한국자산신탁(주)]
- 2005년  6월 15일 분양관리신탁 업무인가
- 2009년  2월  4일 금융투자업(신탁업) 인가[자본시장과 금융투자업의 관한 법률 시행]
- 2009년  3월  5일 부수업무 신고 개시[대리사무, 부동산매매 및 임대차의 중계, 부동산컨설팅, 유언의 집행 및 상속재산 정리업무]
- 2009년  7월 21일 외국어 상호 변경[KOREA ASSET INVESTMENT TRUST Co., Ltd→KOREA ASSET IN TRUST Co., Ltd]
- 2010년  3월 11일 최대주주 변경[한국자산관리공사→대신엠에스비(주)]
- 2011년  6월  1일 부동산투자회사(REITs) 자산관리회사 겸영인가
- 2011년  6월 29일 부수업무 신고 개시[프로젝트금융투자회사(PFV)의 자산관리회사]
- 2011년  7월  8일 최대주주 변경[대신엠에스비(주)→문주현ㆍ(주)MDM]
- 2012년  5월  7일 자회사 카이트캐피탈(주) 설립

## 주요업무
- 토지신탁
- 관리신탁
- 처분신탁
- 담보신탁
- 분양관리신탁
- 대리사무
- 컨설팅

## 같이 보기
- (주)엠디엠
- 문주현
- 한국자산관리공사
- 케이알앤씨(주)
- 금융위원회
- 금융감독원